# 联二甲胂
联二甲胂（英語：Cacodyl），化学式为(CH3)2As–As(CH3)2，是一种有机砷化合物，构成“卡戴特的发烟液体”（以法国化学家路易斯·克劳德·卡戴特·德伽西科特命名）的主要成分。它是一种有毒的油状液体，带有极难闻的大蒜味。联二甲胂在干燥空气中会自燃。

## 制备
卡戴特首先通过乙酸钾与三氧化二砷的反应制备了联二甲胂和二甲胂氧的混合物（(CH3)2As–O–As(CH3)2）。随后的还原产生了几种甲基化砷化合物的混合物，包括二甲基联胂。形成氧化物的反应类似于：
{\displaystyle \mathrm {4\ CH_{3}COOK\ +\ As_{2}O_{3}\ \longrightarrow \ ((CH_{3})_{2}As)_{2}O\ +\ 2\ K_{2}CO_{3}\ +\ 2\ CO_{2}} }
后来开发了一种更好的合成方法，从一氯甲胂和二甲胂开始：
{\displaystyle \mathrm {\ As(CH_{3})_{2}Cl\ +\ As(CH_{3})_{2}H\ \longrightarrow \ As_{2}(CH_{3})_{4}\ +\ HCl} }

## 历史
罗伯特·威廉·本生为二甲胂基自由基(CH3)2As创造了名称kakodyl（后来在英语中修改为cacodyl），来自希腊语κακώδης（“kakōdēs”，“恶臭”）和 ὕλη（“hylē”，“物质”）。
它由爱德华·弗兰克兰和罗伯特·本生研究约六年多，被认为是迄今为止发现的最早的有机金属化合物，尽管砷不是真正的金属。
对联二甲胂的研究工作使本生提出了“甲基自由基”的假设，作为当时的自由基理论的一部分。

## 应用
联二甲胂被用来试图证明约恩斯·贝尔塞柳斯的自由基理论，这导致在研究实验室中广泛使用联二甲胂。在第一次世界大战期间，曾考虑过将联二甲胂用作化学武器，但从未在战争中使用过。无机化学家发现了联二甲胂作为过渡金属配体的特性。